# قوة الأمن الصناعي المركزي

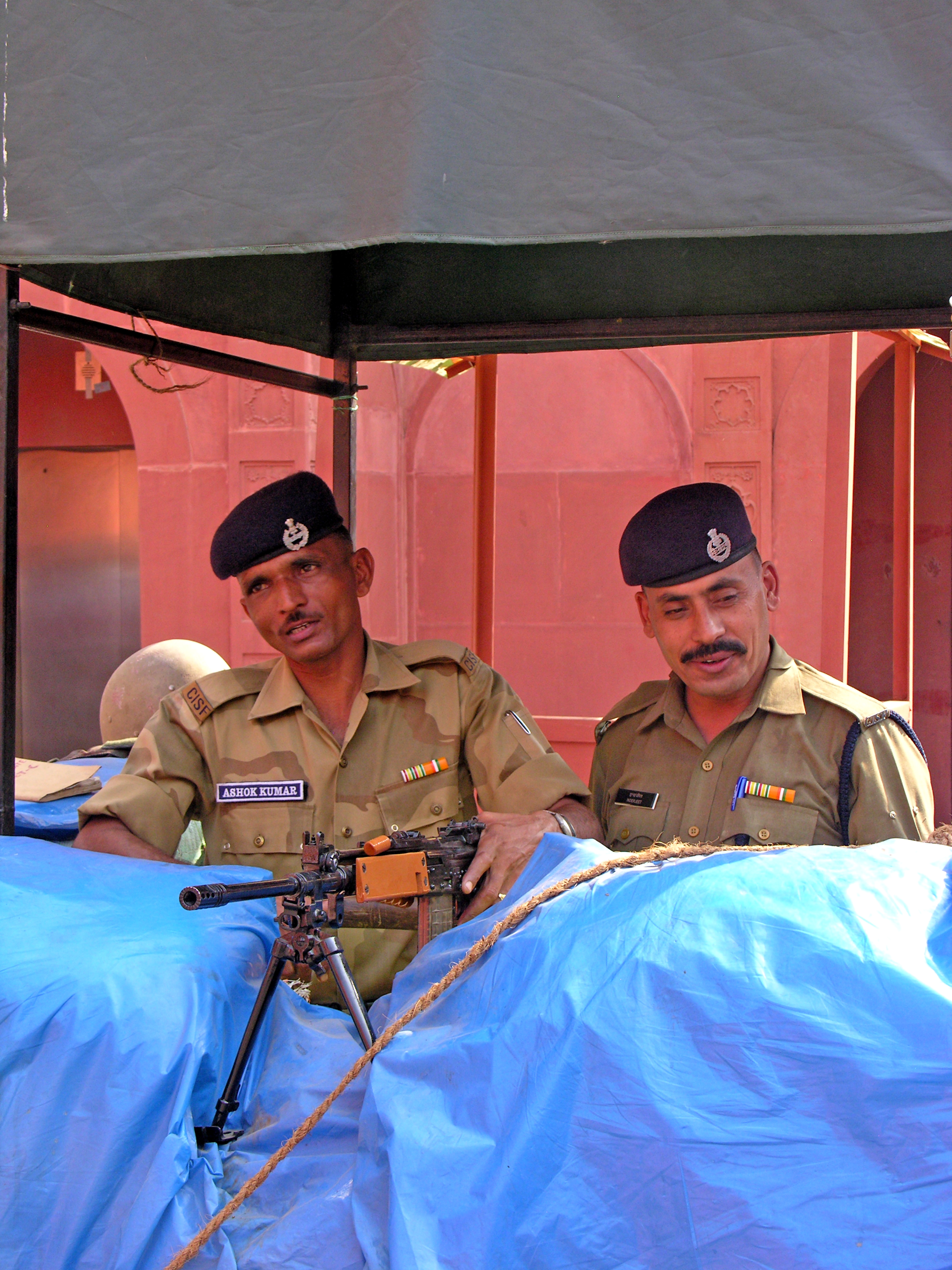
ضابطان من قوة الأمن الصناعي المركزي.

قوة الأمن الصناعي المركزي (بالإنجليزية:Central Industrial Security Force) هي فرع من فروع قوات الشرطة المسلحة المركزية في الهند تأسست في 10 مارس 1969 ويقع مقرها في نيودلهي.

## روابط خارجية
- الموقع الرسمي